# ナックルファイター
ナックルファイターは、バンダイが1992年に販売していた組立式ワイヤードコントロールロボット玩具である。

## 概要
ボクシングをモチーフに作られており、内蔵された4つのモーターで、前進、後退、右回転、左回転などの移動の他にレフトストレートパンチ、ライトフックパンチといった攻撃ができる。胸にヒットポイントがあるため、ここを攻撃されると上半身が折れ曲がってダウンする。青と赤がラインナップされていた他、製品には訓練用エアバッグが付属していた。また、パナソニック乾電池のCMにも出演していた。